# Ona de Sants

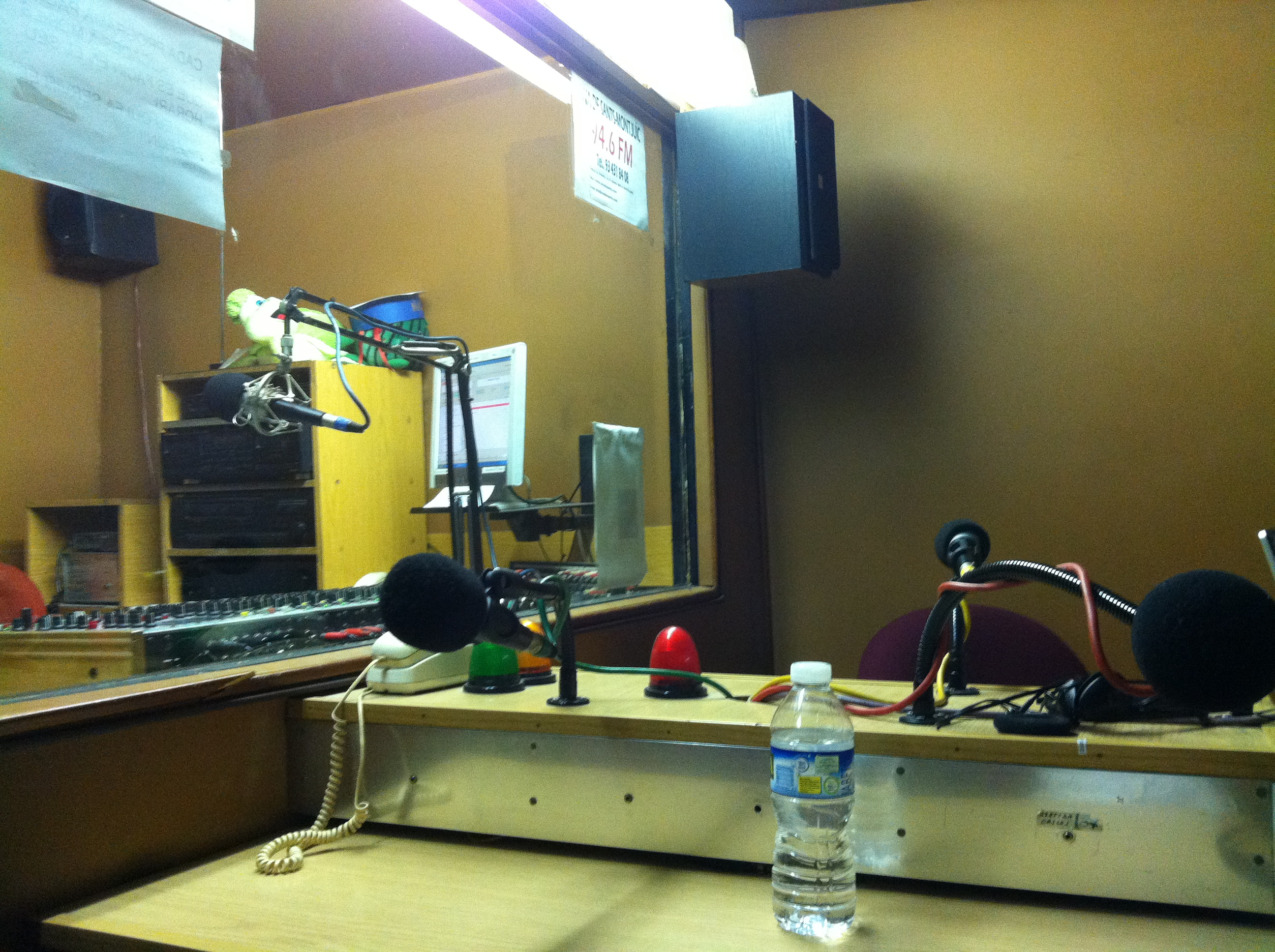
Estudi d'Ona de Sants

Ona de Sants-Montjuïc, antigament coneguda com a Ona Popular de Sants, és una emissora de ràdio al barri de Sants, a Barcelona. És una de les ràdios locals més antigues de Barcelona, i la primera del districte. És una entitat cultural sense afany de lucre i els col·laboradors són voluntaris.
Va néixer l'any 1985 com a taller de ràdio dins de l'Ateneu Popular de Sants, una entitat iniciada l'any 1933 que va ser tancada durant l'època franquista, arran de les seves idees progressistes i catalanistes.
L'Ateneu Popular de Sants, va ser un referents cultural al barri de Sants, amb la creació de diversos tallers i sobretot posant en marxa, la primera ludoteca de tota la península.
L'any 1984, i un cop restablerta la democràcia, l'Ateneu Popular, va decidir per assemblea crear un taller radiofònic i un altre de televisió. El març de 1985 va sortir per primera vegada a les ones. Va ser feta per gent amateur, que tot i això en alguns casos s'ha professionalitzat com Òscar Dalmau.
La seva característica principal és una producció pròpia, una programació variada, en directe i formada per voluntaris. Per la graella de la ràdio hi han passat centenars de programes: d'actualitat, cultura, entreteniment, misteris, sexe, humor, radionovel·les i música de tots els estils. La ràdio no ha perdut la seva vocació de "viver" i continua organitzant tallers de forma eventual. El 2015 l'emissora tenia una cinquantena de programes en directe i una vuitantena de socis. Aquest mateix any es va celebrar el 30è aniversari amb una exposició a les Cotxeres de Sants.